# Семёновское (посёлок, Коломенский городской округ)
Семёновское — деревня в Коломенском районе Московской области. Население — 8 чел. (2010).

## Расположение
Деревня Семёновское расположена в западной части Коломенского района, примерно в 10 км к северо-западу от города Коломна. Высота над уровнем моря 140 м.

## История
До 2006 года Семёновское входило в состав Непецинского сельского округа Коломенского района.
В XIX веке Семёновское было селом, в нём была построена церковь Казанской иконы Божьей Матери. К концу века церковь не имела самостоятельного причта и была приписана к Благовещенской церкви соседнего села Шеметово.
Дворянская усадьба в с. Семёновское Непецинской волости в 1852 году принадлежала помещице Марии Николаевне Стрекаловой, в 1860 г. — Анне Степановне Канищевой, в 1880-х г.г. — профессору Московского технического училища, автору знаменитых учебников по математике Н. А. Шапошникову, в 1911 г. — барону В. В. Энгельгарду.

## Население
| 2002 | 2006 | 2010 |
| ---- | ---- | ---- |
| 17   | ↘13  | ↘8   |

По данным переписи 2002 года, 53% населения являются русскими, 47% — украинцами.